# سیگوینوگوین

سیگوینوگوین شهری در شهرستان بورومو در استان باله در بورکینافاسوی جنوبی است و جمعیت آن ۱۴۰۷ نفر است.